# Apamea grisea
Apamea grisea là một loài bướm đêm trong họ Noctuidae.